# Amt Boizenburg-Land
Amt Boizenburg-Land – niemiecki Związek Gmin leżący w landzie Meklemburgia-Pomorze Przednie (Mecklenburg-Vorpommern), w powiecie Ludwigslust-Parchim. Siedziba związku znajduje się w mieście Boizenburg/Elbe. Najbardziej na zachód położony związek gmin w kraju związkowym.
Związek powstał w 1992 r. i składa się z jedenastu gmin:
1. Bengerstorf
2. Besitz
3. Brahlstorf
4. Dersenow
5. Gresse
6. Greven
7. Neu Gülze
8. Nostorf
9. Schwanheide
10. Teldau
11. Tessin b. Boizenburg